# Pokój
Pokój (tyska: Bad Carlsruhe) är en by i sydvästra Polen belägen cirka 29 km norr om Opole.
Orten grundades 1748 som en jaktstuga av hertig Carl Christian Erdmann från huset Württemberg och 1847 blev byn en kurort. Bad Carlsruhe var beläget i Övre Schlesien som tillhörde kungariket Preussen och uppgick som sådant i Kejsardömet Tyskland 1871.
Efter andra världskriget hamnade orten öster om Oder–Neisse-linjen, varpå den tyska befolkningen fördrevs och byn bytte namn till Pokój.

## Kända personer
- Hertig Paul Wilhelm av Württemberg (1797-1860)
- Maria Dorothea av Württemberg (1797-1855)
- Ferdinand von Richthofen (1833–1905)
- Johannes Winkler (1897-1947)